# 雍州 (胡夏)
雍州，中国十六国时夏国设置的州。
416年，夏国在安定郡阴密县设立雍州。418年，夏国占领长安，在长安设雍州，下辖京兆郡、扶风郡、咸阳郡、北地郡、抚夷护军、安夷护军、铜官护军、土门护军、三原护军、宜君护军。426年，雍州被北魏占领。428年，夏国收复雍州，430年，北魏再次占领雍州。